# Трудові табори в Тибеті
Трудові табори в Тибеті, КНР — програма або схема переміщення робочої сили в Тибетському автономному районі Китайської Народної Республіки є частиною програм професійного навчання, які проводить китайський уряд під керівництвом Комуністичної партії Китаю (КПК), спрямованих на навчання навичкам, надання робочих місць, підвищення рівня життя і рятування тибетців від бідності. У березні 2019 року регіональний уряд Тибету оприлюднив програмний документ під назвою «План дій щодо підготовки фермерів і скотарів і переведення робочої сили на 2019–2020 роки», який вимагає «військового… [професійного] навчання».
Багато аспектів цієї схеми були названі примусовими, а для тибетців, які перебувають під надмірним впливом чужої релігії, також планується релігійне перевиховання та виправлення «відсталого мислення», в тому числі «навчання мисленню». Навчання охоплює вивчення китайської мови та розвиток «вдячності» до КПК. У планах «боротьби з бідністю» йдеться про те, що держава повинна «припинити виховувати ледарів».

## Тло
Згідно з доповіддю німецького антрополога Адріана Зенца, опублікованою у вересні 2020 року за підтримки Джеймстаунської фундації, понад 500 000 тибетців, переважно фермерів і пастухів, пройшли підготовку за перші сім місяців 2020 року в навчальних центрах військового типу, які, за словами експертів, схожі на трудові табори. У дослідженні додається, що навчальні програми призводять до того, що більшість працівників опиняються на низькооплачуваних роботах, таких як текстильне виробництво, будівництво та сільське господарство. Разом з тим, у дослідженні Джеймстаунського фонду підкреслюється, що в Тибеті трудова схема є «потенційно менш примусовою», ніж у таборах для інтернованих у Сіньцзяні. Висновки дослідження:

| Хоча деякі тибетці можуть добровільно брати участь у деяких або всіх аспектах цієї схеми, і хоча їхні доходи в результаті можуть дійсно зрости, системна наявність чітких ознак примусу та індоктринації у поєднанні з глибокими і потенційно постійними змінами у способах отримання засобів до існування є дуже проблематичною. У контексті все більш асиміляторської політики Пекіна щодо етнічних меншин, цілком ймовірно, що ця політика сприятиме довгостроковій втраті мовної, культурної та духовної спадщини. |

## Реакція уряду КНР
Влада Тибету, що перебуває під китайським управлінням, виступила на захист «програми професійно-технічної підготовки», заявивши, що вона дозволяє місцевим жителям набувати нових трудових навичок і підвищувати рівень життя. Тибетців не примушують брати участь у програмі, а якщо вони погоджуються, то мають право вибору, за якими саме спеціальностями вони хочуть навчатися, наприклад, водінню чи зварюванню.